# 日林齊 (舍佩蒂夫卡區)
50°6′12″N 26°59′33″E / 50.10333°N 26.99250°E
日林齊（烏克蘭語：Жилинці），是烏克蘭的村落，位於該國西部赫梅利尼茨基州，由舍佩蒂夫卡區負責管轄，始建於1625年，面積125平方公里，海拔高度282米，2001年人口490。